# Khalil Ibrahim (Rebellenführer)
Khalil Ibrahim (arabisch خليل إبراهيم, DMG Ḫalīl Ibrāhīm; * 1957/1958 in Tina, Schamal Darfur; † 24. Dezember 2011 nahe Wad Banda, Schamal Kurdufan) war der Führer der Rebellengruppe Bewegung für Gerechtigkeit und Gleichheit (JEM), die im andauernden Darfur-Konflikt im Westen des Sudan und im Osten des Tschad einen Bürgerkrieg gegen die sudanesische Regierung führte.

## Leben
Khalil Ibrahim wurde in der Kleinstadt Tina westlich von al-Faschir (El Fasher) an der Grenze zum Tschad geboren, er gehörte zur Kobe-Untergruppe der Zaghawa. Kobe leben hauptsächlich in Tschad entlang der Grenze zum Sudan, zu einem kleineren Teil auf sudanesischer Seite in Darfur westlich von al-Fashir.
Er galt als enthusiastischer Anhänger der Nationalen Islamischen Front (NIF), die unter der ideologischen Führung von Hassan al-Turabi von 1989 bis 1999 an der Regierung in Khartum beteiligt war. Khalil diente zwischen 1991 und 1994 als Bildungsminister des Bundesstaates Nord-Darfur. Als Mediziner verbrachte er im Jahr 1992 vier Monate als freiwilliger Helfer bei den Popular Defence Forces, einer freiwilligen, uniformierten, paramilitärischen Einheit auf Seiten der Regierung.
Nach Khalils eigener Aussage begann seine Unzufriedenheit mit der islamistischen Bewegung im Jahr 1993, als er die Vernachlässigung der ökonomischen Entwicklung durch die NIF bemerkte, ebenso enttäuscht war er von ihrer (geringen) Unterstützung für bewaffnete Milizen. Zu dieser Zeit schloss er sich einer „Schläferzelle“ von Islamisten an, die versuchten, die NIF von innen zu verändern. Khalil Ibrahim wurde 1997 Staatssekretär für soziale Fragen im sudanesischen Landesteil an-Nil al-azraq, bevor er 1998 einen Posten als Ratgeber des Gouverneurs in Juba in Südsudan antrat.
Ein nationales Ministeramt wurde ihm nie angetragen, daher sagte Khalils Gefährte im JEM, Ahmad Tugod: „Khalil ist kein erst- und auch kein zweitklassiger politischer Führer. […] Er kämpfte sein ganzes Leben um einen Posten in Khartum.“ Er verließ diesen Posten im August 1998, einige Monate vor dem Ende seiner endgültigen Übernahme und bildete eine NGO namens Fighting Poverty („Kampf gegen die Armut“). Im Dezember 1999 war Ibrahim in den Niederlanden und absolvierte einen Studiengang für den wissenschaftlichen Grad als Master of Public Health an der Universität Maastricht.
In der Zwischenzeit hatten die Strukturen der verdeckt arbeitenden Zellen, bei deren Aufbau Ibrahim 1994 geholfen hatte, sich bis nach Khartum ausgeweitet. Die Dissidenten, die sich selbst als „Die Sucher nach Wahrheit und Gerechtigkeit“ bezeichneten, veröffentlichten im Jahr 2000 The Black Book: Imbalance of Power and Wealth in the Sudan („Schwarzbuch: Ungleichgewicht von Macht und Reichtum in Sudan“) und behaupteten, dass Araber am Nil die politische Macht und die Ressourcen des Landes beherrschten. Khalil Ibrahim schloss sich dann kurzfristig einer Abspaltung der Volkskongresspartei an, die sich von der Partei des Präsidenten abgespalten hatte. 2001 war er einer der zwanzig Abtrünnigen, die sich vom Ausland an die internationale Öffentlichkeit wandten. Im August 2001 veröffentlichte Khalil aus den Niederlanden eine Presseerklärung, in der er die Bildung einer Bewegung für Gerechtigkeit und Gleichheit ankündigte. Die JEM hat eine relativ schmale ethnische Unterstützung, die sich auf die Zaghawa beschränkt.
Der Sprecher der Sudanesischen Streitkräfte meldete den Tod von Khalil Ibrahim am 24. Dezember 2011 bei Kämpfen in der Provinz Kurdufan. Die Meldung wurde von anderen Quellen bestätigt. Khalil Ibrahim soll sich auf dem Weg nach Südsudan befunden haben. Er starb nahe der Stadt Wad Banda, die etwa 110 Kilometer westlich von al-Ubayyid liegt.

## Darfur-Konflikt
Der Beginn des Darfur-Konflikts wird allgemein mit dem Angriff der Sudanesischen Befreiungsarmee (SLA) auf den Ort Gulu in der Marra-Region westlich von El Fasher gleichgesetzt. Der mehrere Tage dauernde Überfall begann am 25. Februar 2003. Am 18. April griff die SLA den Flughafen von El Fasher an. Die von Khalil Ibrahim geführte JEM begann im März parallel zur SLA mit Angriffen auf Regierungsziele in Darfur. Das Verhältnis der Rebellengruppen untereinander war und ist schwierig, da die religiösen und politischen Ziele unterschiedlich sind. Dennoch bildeten die JEM und die SLA eine lose Allianz gegen die folgende, massive militärische Reaktion der sudanesischen Regierung.
Im Mai 2006 lehnte die JEM die Anerkennung der Vereinbarung von Abuja ab, die aber von einer Fraktion der SLA akzeptiert worden war, die von Minni Arcua Minnawi geführt wurde, jedoch von einer kleineren SLA-Fraktion abgelehnt wurde. Am 30. Juni 2006 gründeten Ibrahim, Khamis Abdallah Abakar, der frühere SLA-Vizepräsident, Sharif Harir und Ahmed Ibrahim, ein Unterführer der Sudan Federal Democratic Alliance (SFDA), in Asmara die National Redemption Front (NRF), deren Mitglieder das Abuja-Abkommen ablehnen. Weitere konkrete gemeinsame Ziele wurden seither nicht genannt.
Es kam regelmäßig zu Auseinandersetzungen innerhalb der Rebellenorganisationen, die mit der Abspaltung und der Neubildung einer Splittergruppe enden. So spaltete sich im Juli 2007 von der JEM eine Gruppe namens JEM – Eastern Command ab, deren Anführer Khalil Ibrahim diktatorischen Führungsstil vorwarf.